# Epica (álbum)
Epica é o sexto álbum de estúdio da banda estadunidense de power metal Kamelot.
 Em 2017 e 2019, respectivamente, o Loudwire e a Metal Hammer o elegeram como o 18º e o 22º melhor disco de power metal de todos os tempos.

## Descrição
Este álbum é o primeiro álbum conceitual feito pelo Kamelot: a maioria das letras foi escrita antes das músicas. Epica segue em direção a uma lenda épica (como o próprio álbum intitula), mas também uma jornada ao próprio universo, mente, sonhos e alma. É aonde todas as questões sem explicação sobre a vida são respondidas.
O álbum é baseado em Fausto, obra de Goethe. O nome do álbum também inspirou o nome da banda Epica, depois de seu lançamento. A história começa neste álbum e termina no próximo, The Black Halo.

### Personagens principais
- Ariel - um homem que busca respostas, que procura equilíbrio e verdade. Ariel não está satisfeito com as respostas dadas pela religião e ciência. Ele queima todas as pontes e sai em uma jornada em busca do equilíbrio que ele não encontra em sua vida; a verdade absoluta que cerca a vida.
- Helena - ela é a única garota que Ariel amou realmente. Eles se separaram por anos quando finalmente se reencontraram após um encontro no castelo de Mephisto. Em Epica ela representa inocência e tudo o que é bom.
- Mephisto - a personificação do diabo. Mephisto, que aparece em diferentes máscaras e disfarces. Ele nunca é exatamente o que se espera de um demônio, aparentemente racional e sofisticado, sempre tentador e sedutor. Mephisto representa a fraqueza de todas as ambições humanas.

## Faixas
1. "Prologue" - 1:07
2. "Center of the Universe" - 5:26
3. "Farewell" - 3:41
4. "Interlude I (Opiate Soul)" - 1:10
5. "Edge of Paradise" - 4:09
6. "Wander" - 4:24
7. "Interlude II (Omen)" - 0:40
8. "Descent of the Archangel" - 4:35
9. "Interlude III (At the Banquet)" - 0:30
10. "Feast for the Vain" - 3:57
11. "On the Coldest Winter Night" - 4:03
12. "Lost and Damned" - 4:55
13. "Helena's Theme" - 1:51
14. "Interlude IV (Dawn)" - 0:27
15. "Mourning After" - 4:59
16. "III Ways to Epica" - 6:16
17. "Snow" (faixa bônus de edição limitada)
18. "Like the Shadows" (bônus da versão japonesa)

## Integrantes
- Roy Khan - Vocal
- Thomas Youngblood - Guitarra
- Glenn Barry - Baixo
- Casey Grillo - Bateria